# ウズベキスタン外務省迎賓館

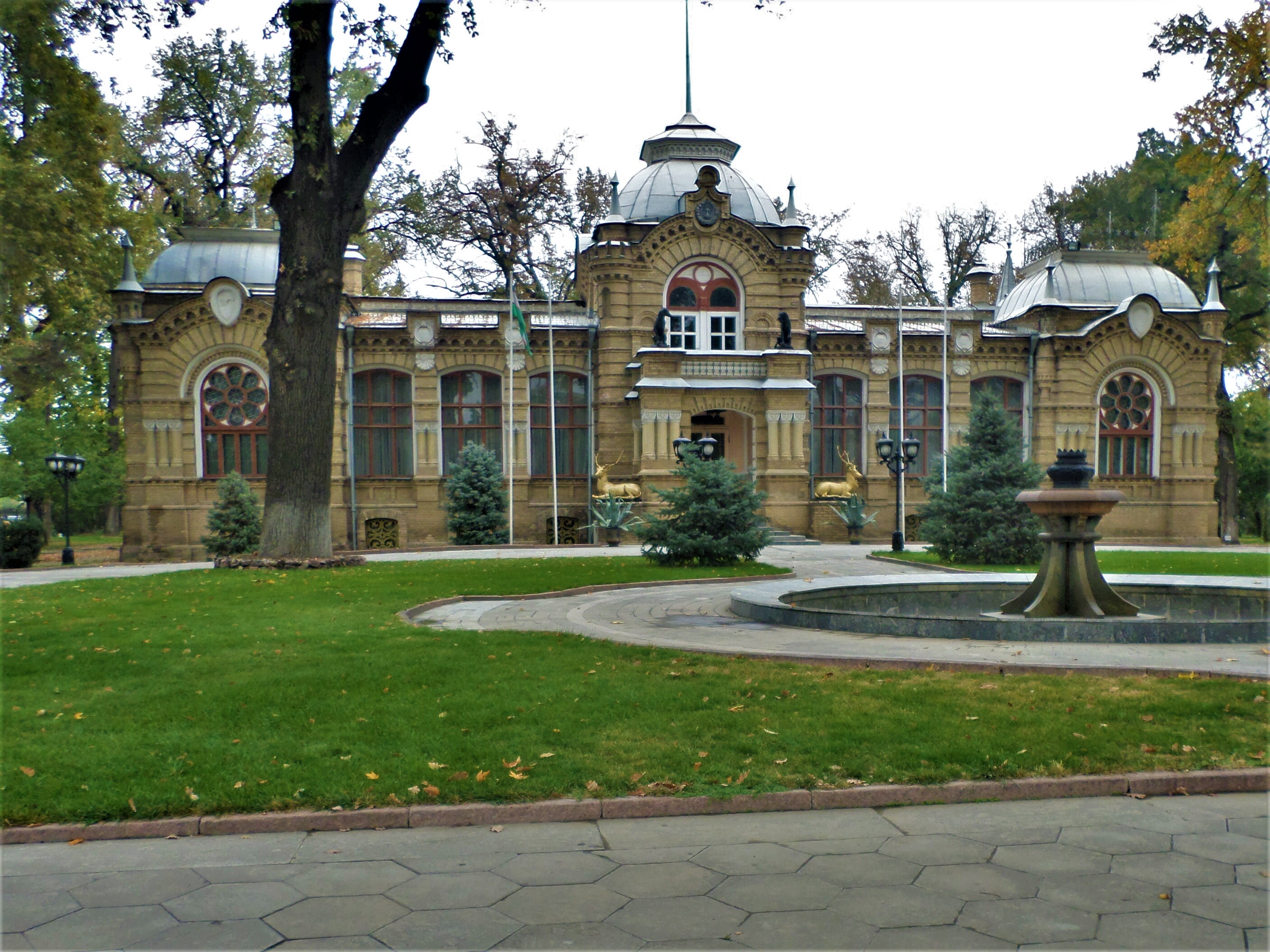
ニコライ・コンスタンチノヴィチ・ロマノフ大公宮殿

ウズベキスタン外務省迎賓館 (ウズベキスタンがいむしょうげいひんかん、英語: Reception House of Ministry of Foreign Affairs of Uzbekistan、旧称: ニコライ・コンスタンチノヴィチ・ロマノフ大公宮殿、-たいこうきゅうでん、英語: Palace of the Grand Duke Nikolay Konstantinovich Romanov) はウズベキスタン・タシュケントにあるウズベキスタン外務省の迎賓館である。この建物は1891年にアレクセイ・ベヌアとV.S.ハインツェルマンによりニコライ・コンスタンチノヴィチの宮殿として建設された。迎賓館はシャラフ・ラシドフ通りを挟んで独立広場の向かい側にある。

## 概要
宮殿はニコライ・コンスタンチノヴィチ大公のために建設されたものである。ニコライ大公は当時ロシア帝国の主要地域からトルキスタン総督府のあるタシュケントへと追放されていた。
宮殿は灰色と黄色のレンガでできた2階建ての建物であり、賓客用の部屋を伴っていた。また、夏季の気温が高い時期においても涼しく過ごせる構造となっていた。地下には厨房が配置されている。宮殿の側面部分には丸い塔が建設されており、宮殿と見事な調和を保っている。
宮殿周辺の地域にはタシュケントの有名な植物学者、薬剤師であったイェロニム・クラウゼによる庭園があった。
カウフマン通りを見渡せる玄関の傍は道路が円形状になっており、柱に屋根の着いた玄関が広い通りから姿を現す。カウフマン通りからこの場所までは美しく質の高い格子戸の付いた入場門と退出門、2つの門で隔てられている。格子と入口に続く通りの間、刈り込まれた生垣や花畑が取り囲むように客を出迎える。
1階部分の両側には大理石の台座が置かれ、大きなツノを持つ実物大の銅製のシカの像が飾られていた。
宮殿の左翼部分には大公の居住部屋が、宮殿の右翼部分には大公妃の居住部屋があった。

## 宮殿内部
宮殿の前に位置するカシの葉が連なる大きな門を抜けると、複雑な形状をした鉄鎖の付いたランタン、光沢のある木製の装飾品のある広間にでる。広間を抜けると右と左、2つのドアが視界に入る。左側のドアの奥には鉄製の螺旋状階段があり、これで2階に登ると豪華で大きな図書室とビリヤード場がある。右側のドアを抜けると巨大な温室があり、ヤシ、オレンジ、ミカン、レモンなどの様々な樹木が育てられている。
冬の庭の入口の左側には小規模な果樹が植えられた日本庭園がある。小川のせせらぎを目にしながら欄干の着いた美しい橋を渡ると、小さな小屋がある。この小屋の周りには美しいポーズを取った人間や動物の像が配置されている。付近のガゼボには熱帯植物が花を咲かせている。
広間左側のドアを抜けると、3つ連なる広間が姿を現す。これらの部屋にはニコライ・コンスタンチノヴィチ大公の収集品から提供された大理石の塑像や絵画がある。
ホールから続く入口の反対側には異なる規模の部屋が並んでいる。大きな窓のある最初の小さな応接間にはヴィーナスの像があり、窓から差し込む太陽の光を受けて淡い桃色に見える。次の部屋にはガラスのキャビネットに入った形でニコライ・コンスタンチノヴィチの収集品が展示されている - 置物、象牙作りのおもちゃ、軍装、メダル、鈴、ブレスレット、銀、金、宝石などの貴金属、その他多くの興味深い遺品が並んでいる。
その次の部屋はブハラ、アフガン、トルクメン、ペルシアの美しい絨毯、銃、ナイフが展示された東洋風の部屋となっている。これらの絨毯は刺繍が施された絹、銀、金などで装飾されている。また、この部屋には有名画家によるアジアの風景を描いた絵画も飾られている。
広間より、「ヴィーナス」のドアをくぐると小さな部屋があり、この部屋には絵画、本、塑像など、「ヒヴァ包囲戦」に関するあらゆる収集品が展示されていた。例えば、ニコライ・コンスタンチノヴィチの息子であったアレクサンドル・イスカンデル王子の回想録やヒヴァの要塞の設計図があり、トルキスタンにおいて矢の嵐を受けた様子が描かれている。「彼らは監視のために身を乗り出し、誤って落下し、重症を負う、もしくは死亡した。要塞を守るヒヴァ人は銃や弓、投石器による攻撃で包囲され、包囲した側は銃弾を注ぎ続けた。大砲が要塞の門めがけて打ち込まれた。ここにロシア帝国のコサック部隊は負傷者を出した。コサック部隊はヒヴァから撤退する。遊牧民のカザフは降伏した。そしてここには重症を負ったコサック兵がおり、傍に彼の愛馬がついて離れないのだ！」
この他、1階には食堂があった。

## 革命後の建物の処遇
1917年にロシア革命が起きソビエト連邦が実権を握ると、ソビエト連邦政府は宮殿の博物館内に政府機関を置いた。このため、ニコライは1918年に死亡する前に宮殿博物館の一角をタシュケントの街へと寄贈した。ニコライ・コンスタンチノヴィチ大公は1918年1月に肺炎で亡くなった。大公と彼の親戚に関する情報に関する詳細はニコライ・コンスタンチノヴィチの項目を参照のこと。
大公が提供した絵画などのヨーロッパやロシアの美術蒐集品やサンクトペテルブルクから運ばれてきた美術品は1919年に建設されたタシュケント美術館 (後のウズベキスタン国立美術館) の礎となった。ウズベキスタン国立美術館は中央アジアの美術館の中で最も高価なヨーロッパ絵画のコレクションを所蔵している。
1940年代後半から1970年代まで使用された後、ウズベキスタン国立美術館は新たな建物へと移転することとなり、残された場所には1990年までウズベキスタン国立応用美術館が設置されることとなった。
建物は現在、ウズベキスタン外務省の迎賓館として利用されている。